# برنلیق حسین‌خان
برنلیق حسین‌خان یکی از روستاهای استان آذربایجان شرقی است که در دهستان گرمه جنوبی بخش مرکزی شهرستان میانه واقع شده‌است.
این روستا حدود ۵۰ خانوار می‌باشد که به دلیل مهاجرت در سال‌های اخیر میانگین سنی اهالی این روستا رو به افزایش است، این روستا با روستاهای چتاب-تازه کند، همپا، ترک و برنلیق مددخان همجوار می‌باشد.
خانواده‌های این روستا قاسمی، جعفری و گروسی می‌باشند، این روستا با روستای برنلیق مددخان کاملاً همجوار بوده و نزدیک می‌باشند. شغل اهالی این روستا کشاورزی و دامداری می‌باشد که معیشت آن‌ها نیز از این راه تأمین می‌گردد بیشترین کشت دیم این روستا به گندم و جو اختصاص دارد، کشت آبی این روستا شامل یونجه و علوفه دامی و باغات سیب و … است، عمده آب زراعی این روستا از طریق سده خاکی که در قسمت شمالی این روستا واقع شده تأمین می‌شود، آب این سد از آب‌های جاری دامنه جنوبی بزقوش تغذیه می‌شود که معمولاً در فصل‌های پاییز و زمستان کار آبگیری انجام می‌گیرد، منبع دوم تأمین آب زراعی این روستا از طریق آب چشمه‌های کوه پایه‌ای تأمین می‌گردد که از طریق مسیر چای از کنار این روستا جاری بوده و در ادامه مسیر از روستای برنلیق مددخان نیز عبور می‌کند، آب شرب اهالی از طریق چشمه‌های جاری از نواحی شمالی که دارای لوله‌کشی و منبع ذخیره و کلرزنی است تأمین می‌گردد.اینستاگرامhesam202001